# Literatură științifică
Literatura științifică cuprinde  publicări academice conform cărora raportează lucrări originale cu dovezi  empirice și teoretice, din științele  naturii sau științele sociale sau alt domeniu academic, adesea apreciate  prescurtat ca literatură. Publicarea academică este procesul   contribuirii cu rezultatele cercetărilor unei persoane la literatura de specialitate, ceea ce necesită adesea un proces de peer-review.  Cercetările științifice  originale publicate pentru prima dată în reviste științifice sunt numite literatură primară. Brevetele de invenție și rapoarte tehnice pentru rezultate de cercetări minore și de inginerie și lucrările de proiectare (inclusiv software de calculator), pot fi de asemenea, luate în considerare ca literatură primară. Sursele secundare includ articole de trecere în revistă (care rezumă rezultate ale studiilor publicate privind sublinierea progreselor și a noilor direcții de cercetare) și  compilații de articole. Sursele terțiare includ enciclopedii, cursuri universitare, tratate științifice și lucrări similare destinate consumului publicului larg.

## Tipuri de publicații științifice
Literatura științifică poate include următoarele tipuri de publicații:
- articole științifice publicate într-o revistă științifică
- brevete specializate pentru știință și tehnologie (de exemplu brevet de invenție biologică  și brevet chimic)
- carte  scrisă în întregime de către un singur autor sau un număr mic de co-autori
- volum editat, în cazul în care fiecare  capitol este responsabilitatea unui alt autor sau  set de autori[1], în timp ce  editorul este responsabil pentru determinarea domeniului de aplicare al proiectului, precum și asigurarea coerenței stilului și a conținutului
- referate la  conferințe academice
- rapoarte guvernamentale  cum ar fi de ex. o investigație medico-legală  efectuată de către o agenție guvernamentală
- publicații științifice prin World Wide Web
- memoriu tehnic, broșură sau referat  emise de către cercetători individuali sau organizații de cercetare din proprie inițiativă; acestea sunt uneori organizate într-o serie publicată
- bloguri științifice și forumuri de știință